# 田原総一朗
田原 総一朗（たはら そういちろう、1934年〈昭和9年〉4月15日 - ）は、日本のジャーナリスト、評論家、ニュースキャスター。元ドリームインキュベータ社外取締役。元東京12チャンネル（現：テレビ東京）ディレクター、元映画監督。日本国際フォーラム参与、政策委員。公益財団法人日印協会顧問、一般社団法人外国人雇用協議会顧問、NPO法人万年野党会長。芸能事務所のブルーミングエージェンシーと業務協力。
滋賀県彦根市出身。田原節子は2番目の妻、その妹に古賀さと子がいる。田原は2人の妻をいずれも癌で亡くしている。

## 経歴・人物
近江商人の末裔。第二次世界大戦中は人並みな軍国少年で、「海軍兵学校を経て海軍に入り、特攻隊員として戦闘機に乗り敵の軍艦にぶつかって死ぬ」のが夢だった。敗戦当時、それまで習ってきた価値観が180度ひっくり返ったことに対して、田原は「そうか、世の中に絶対なんてないんだ。偉い人の言うことは信用できない」と感じたという。
1941年、彦根市立城東国民学校（現：彦根市立城東小学校）に入学。
1943年、学区整理により彦根市立佐和山国民学校（現：彦根市立佐和山小学校）に転校。
1947年、学制改革により新設された彦根市立東中学校に入学（1950年に卒業）。
1953年、滋賀県立彦根東高等学校を卒業。作家を志して上京し日本交通公社（現：JTB）で働きながら早稲田大学第二文学部（夜学）に在籍。文学賞に何度か応募したが箸にも棒にもかからず、さらに同人誌の先輩に才能がないと二、三度「宣告」を受けたことで意気消沈していたところで同世代の石原慎太郎・大江健三郎の作品を読み、田原も「これはダメだ、全く敵わない」と作家を目指すことを断念する。志望をジャーナリストに切り替え、3年間でほとんど通っていなかった第二文学部を辞めた。
1956年早稲田大学第一文学部史学科に再入学し、1960年に卒業。60年安保闘争に参画するが後に安保闘争について「安保闘争に参加した学生は殆ど改定後の条文を呼んだ事がなかった、平等的な内容になるという事を当時の学生は知らなかった。」と振り返っている。
ジャーナリスト志望だったためNHKや朝日新聞、日本教育テレビ（現：テレビ朝日）などのマスコミを手当たり次第受けたがどれにも受からず、11社目にして初めて合格した岩波映画製作所に入社。カメラマン助手を務める。
幼少期より相撲が大好きで、非常に強かった。

### 東京12チャンネルディレクター時代
1964年、東京12チャンネル（現：テレビ東京）開局とともに入社。ディレクターとして、『ドキュメンタリー青春』（東京ガス1社提供の番組で、田原を含め3人が交代で演出していた）、『ドキュメンタリーナウ！』などの番組を手がける。田原がTVドキュメンタリーを撮っていた時代は、NHKの吉田直哉らの『日本の素顔』、日本テレビの牛山純一の『ノンフィクション劇場』、村木良彦、宝宮正章らのTBSのドキュメンタリー番組などが主流で、当時開局したばかりの「東京12チャンネル」はインディーズ的存在であった。田原はそれを逆手にとって「過激な題材」を元に「やらせ的な演出をして、その結果としておきる、スタッフ、出演者、関係者に生じる葛藤までを、全て撮影する」手法をとり、話題を呼んだ。当時、田原が親交があった清水邦夫や内田栄一に「筋書き」を書いてもらい、出演者にそのとおり「行動」してもらう場合もあった。この田原の「確信犯的」な手法は映画監督の原一男に影響を与えている。
ジャズピアニストの山下洋輔が「ピアノを弾きながら死ねるといい」といったため、田原はバリケード封鎖されていた大隈講堂からピアノを持ち出して山下に弾かせることを考えた。中核派から分裂した組織「反戦連合」のメンバーたちが運びだし、そのピアノを山下が演奏した。後の作家、高橋三千綱や中上健次、北方謙三、山岳ベース事件で殺された山崎順もピアノを運んだという。また、このイベントは立松和平のデビュー作『今も時だ』という短編小説も産み出している。
著書『私たちの愛』によると、田原は以下のような過激なドキュメンタリーを撮影していた。
- ニュージャージーのマフィアが経営する店で「この玉突き台の上でうちの売春婦とやったら取材を受ける」と言われ、30人に囲まれて黒人娼婦相手に本番ショーを行った。
- 俳優の高橋英二[注 5] のガン治療手術から死去に至るまでの撮影では、病室である国立がんセンターに取材拒否されたため、内緒で撮影。さらに右腕の切断手術が必要になり、手術の場面を撮影[注 6]。手術直後、高橋は、自分の女性マネージャーが好きなのでセックスしたいと言い出し、車に連れ込んだが女性が抵抗して果たせなかった。そのシーンもそのまま撮影し、また田原の望むまま国会議事堂に散弾銃を発砲するシーンも撮影した。高橋はスターになるが、間もなく死去した[注 7]。遺体を棺桶に入れ、霊柩車で運ばれるまで撮影した。
- 全共闘くずれのヒッピーたちが、全員全裸で結婚式をやることになった。余興として花嫁が列席者全員とセックスをする。スタッフも全裸で撮影していたが、花嫁がスタッフともセックスしたいと言い出したため、田原は自ら彼女とセックスし、そのシーンを撮影させた。この「日本の花嫁」は、ゴールデンタイムで放映された[注 8]。レポーター役の武田美由紀（当時・原一男の同棲相手）と原一男と、二人の間に生まれた子ども（当時、生後3ヶ月）の3人が、全国各地の若者のカップルを訪ね歩く番組であった。
- 「『わたしたちは……』〜カルメン・マキの体験学入門」という番組で、カルメン・マキが日記（小説的日記）で、「わたしたちは三畳の部屋に住んでいた」と書いていた。だが、実際はカルメン・マキは母親と一緒に住んでいた。そのため、カルメン・マキと同じく「天井桟敷」にいた支那虎という男と、アパートを借りて同棲させた。そして、日記の記述のとおり、「二人で裸でパンを食べさせ」、日記の結末にあるとおり「二人で海に行かせた」。当時天井桟敷のスターだったカルメン・マキに変な男がついたということで、寺山修司が怒り、寺山と支那虎は口論して支那虎は退団したが、そのシーンまで撮影した。なお、支那虎は、その後、田原の作品の助監督をつとめた[12]。
- 「出発（その1）〜少年院をでたMの場合」、少年院で撮影してくれる少年を探したがなかなかみつからず、ようやく見つけた少年を、スタッフの安田哲男が保証人になって退院させた[12]。

### 映画監督として
1971年には、ATG映画にて『あらかじめ失われた恋人たちよ』（桃井かおり・加納典明主演・彼らのデビュー作）の制作・監督を務める（劇作家の清水邦夫との共同監督）。
助監督だった尾中洋一（のち脚本家）によれば、劇映画初体験の田原は「アップ撮り」「カット割り」「右目線、左目線」も分からなかった。「よーいスタート」も田原がかけられないので、尾中が担当した。そのまま、田原を無視して「2日目から実質、尾中が監督」で撮影を続けたところ、ある夜、田原が遠くに行き、闇で「ばかにするな－」と叫んだ。だが、そのまま田原を無視して撮影は続いた。「羽咋の駅前で、売春婦と出会って抗議集会」というシーン撮影では警察の撮影許可も取らず、出演しているのは大半は単なる通行人。なお、石橋蓮司や緑魔子も「無能な監督・田原」に怒っていたという。共同監督の清水邦夫もほとんど現場にこず、東京の舞台で行われたリハーサルを演出しただけだった。当時のATG映画は、監督が資金を出して製作する方式であり、田原と清水はスポンサーであった。
猫の死体が映るシーンは、出演者の加納典明が子猫を実際に水に漬けて殺したものであり、撮影で動物虐待が行われていた。

### 「のんすとっぷ24時間」
1975年、田原は矢崎泰久らと日本ジャーナリストクラブ (JIC) を立ち上げる。その資金集めのため、新宿コマ劇場にて「のんすとっぷ24時間」という討論会（司会：中山千夏）を行い、撮影して自分が勤務している東京12チャンネルに「番組」として売却した。このイベントが「朝まで生テレビ」の原型となったという。
テーマは「戦後30年・酷暑・おしゃべりと、うたと、けんかと」と題され、8月13日10時から14日の10時まで24時間にわたり公演された。

### 「原子力戦争」
1976年には、原子力船むつ問題を扱った映画「原子力戦争」 をATG製作で映画化・公開した。映画は原田芳雄扮するヤクザが原子力発電所をめぐる利権争いに巻き込まれるという原作を曲げたものであった。問題作とも評され、田原は発表時脅迫されたという。著書「原子力戦争」では、底辺の人々（反対運動、賛成運動の人々、原子力潜水艦の技術者など）に取材した。だが、実際にものごとを決めているのは「社会の上部の政治家や官僚だ」と気がつき、その後、政治家や官僚について取材していく「契機」となったという。『原子力戦争』の内容は、国会でも話題となり、大手広告会社の逆鱗にふれ、田原は東京12チャンネルを辞職したといわれる。なお現在の田原の原子力発電に対する姿勢は東日本大震災後においても「将来的には廃止が望ましい」としつつも「あと二十年は原発を維持すべきだ」と主張する等原発容認派に転向しており、自己のツイッターの中でも「日本の原子力発電所の技術は世界有数」と日本の原子力技術を賞賛する発言している。

### フリージャーナリストとしての活動
田原は1977年1月に東京12チャンネルを退社してフリーランスとなりジャーナリストの道へ進む。なお、東京12チャンネル時代の後輩には小倉智昭がいた。『文藝春秋』での田中角栄インタビュー（1974年に同誌に掲載された立花隆の『田中角栄・金脈と人脈』に対する反論）や『トゥナイト』の三浦インタビューなどで徐々に知名度を上げる。
政治、ビジネス、科学技術と幅広い執筆活動を続けるが次第に政治関係に執筆活動のスタンスを移し、テレビでは1987年より「朝まで生テレビ!」、1989年4月より「サンデープロジェクト」（2010年3月終了）討論コーナーの司会・出演を務める。またラジオでは2007年10月から「田原総一朗 オフレコ!」（2011年3月以降は週1回放送から月1回放送の「田原総一朗 オフレコ!スペシャル」）のパーソナリティを務めている。「サンデープロジェクト」終了後は、2010年4月から始まったBS朝日の「激論!クロスファイア」に出演。青春出版社の月刊誌「BIG TOMORROW」で連載を持つ。1989年からは、テレビ朝日系の選挙特別番組「選挙ステーション」第2部（討論コーナー）で司会を務めている。
2002年4月より早稲田大学大隈塾塾頭、2003年6月よりドリームインキュベータの社外取締役を務めている。
2009年1月、「フォーラム神保町」主催禰による「田原総一朗ノンフィクション賞」の創設が発表された。また「田原総一朗のタブーに挑戦!」というポッドキャストの番組を持つ。
田原はテレビ朝日系の番組に出演することが多いが、所属事務所は日本テレビ系のニチエンプロダクションである。
2015年12月9日には、憲政記念館において辻元清美議員の「政治活動20年へ、感謝と飛躍の集い in 東京」という政治資金規正法に基づく政治資金パーティーに参加している。

## メディア出演
レギュラー出演
テレビ
| 期間           | 期間           | 番組名                                       | 役職 |
| -------------- | -------------- | -------------------------------------------- | --- |
| 1987年6月      | 現在           | 朝まで生テレビ!（テレビ朝日→BS朝日）         | 討論司会 ※番組開始当初はパネリストとして出演、2024年9月までは地上波テレビ朝日系列で放送し、同年10月以降はBS朝日にて月1回放送 |
| 1989年4月      | 2010年3月      | サンデープロジェクト（テレビ朝日・朝日放送） | 討論ホスト担当 |
| 1989年7月23日  | 2012年12月16日 | 選挙ステーション（テレビ朝日）               | 第2部での討論コーナー司会 |
| 2017年10月22日 |                | 選挙ステーション（テレビ朝日）               | 第2部での討論コーナー司会 |
| 2010年4月      | 現在           | 激論!クロスファイア（BS朝日）                | 進行役 |

ラジオ
- ON THE WAY ジャーナル→サードプレース〜とびきり居心地のよい場所〜（ジャパンエフエムネットワーク、第4月曜と毎週水曜のパーソナリティー）

ゲスト・不定期出演
- 爆笑問題のニッポンの教養 早稲田大学スペシャル（2008年11月25日、NHK）
- ビートたけしの新春ガチバトル（2010年1月2日、毎日放送）コメンテーター
- 田原総一朗どうなるニッポン!?日本を元気にする方法SP（2010年9月29日、テレビ東京）
- BSジャパン10周年記念番組 田原総一朗の遺言〜タブーに挑んだ50年!未来への対話〜（2010年10月23日〜、BSジャパン）
- 青山ワンセグ開発 実写アニメ さきいか君（4・5）HERO（前編・後編）（NHKワンセグ2）討論コーナー司会
- 田原総一朗 談論爆発（2011年5月-、ニコニコ生放送）
- 東北Z 直撃インタビュー 被災地の目線で（2011年6月10日、NHK）
- 心ゆさぶれ!先輩ROCK YOU（2011年6月18日、日本テレビ）ゲスト
- 開運!なんでも鑑定団（2011年6月21日、テレビ東京）ゲスト
- 小林麻耶の本に会いたい（2011年8月12日、テレビ東京）ゲスト
- 地球アゴラ 命を守る現場から（2011年12月11日、NHK BS1）ゲスト
- ホンネ日和（2012年1月16日、TBS）小倉優子と対談
- なかよしテレビ〜新春!日中韓言いたい放題SP〜（2012年1月5日、フジテレビ）
- 田原総一朗の仰天政治塾〜ニッポンリーダー列伝〜（2012年2月19日〜、BSジャパン）
- 金曜ロードSHOW! 特別ドラマ企画 家族、貸します 〜ファミリー・コンプレックス〜（2012年7月27日、日本テレビ）インタビュアー 役
- シルシルミシルさんデー2時間半スペシャル（2012年9月23日、テレビ朝日）ハムの食品加工を扱った「朝まで生テレビ!」のパロディ「緊急!朝までハムテレビ」のコーナー司会
- 青山ワンセグ開発 田原総一朗とアンガールズの左ヒラメに右カレイ（NHKワンセグ2）
- 日本人は何を考えてきたのか 第10回（2013年1月13日、NHK-Eテレ）
- テレビをほめるYESTV（2014年6月24日、NOTTV）
- 情熱報道ライブ「ニューズ・オプエド®」（NOBORDER NEWS TOKYO）
- 東京ホンマもん教室（2021年5月8日、5月22日、東京MX）
- デモクラシータイムス（2022年1月9日、YouTube）
- ポリタスTV（2022年12月21日、YouTube）

特番
- 田原総一朗の遺言2012（2012年1月3日、テレビ東京）

他、多数のテレビ・ラジオの番組に出演。
MV
- AKB48「ハイテンション」（2016年）[21]

## 発言・思想
- 侵略戦争について、田原は歴史認識においては「日清・日露戦争は自衛戦争だが、満洲事変、日中戦争は侵略戦争」という認識を再三示している。これに異を唱える者には激しく反発する。たとえば、自らの番組内で満洲事変以降の戦争を「全体としては自存自衛、セキュリティ（安全保障）のための戦争だった」と述べた高市早苗（衆議院議員）に対し激昂し、「僕はね、靖国神社はあっていい、参るのもいいと思うけど、こういう下品なの、憎たらしい顔したのが集まってるから可哀想だよ」と罵倒した。同番組内で「侵略ではない」と主張する勝谷誠彦に対しても同様に罵倒した。ただ、2009年4月「朝まで生テレビ」において「僕はね、極東国際軍事裁判は正しくないと思ってる。なぜなら戦勝国が戦敗国を裁くんだから。こんなものは集団リンチだよ。…ソ連は日ソ中立条約を破ってきたんだぞ。あんなものは明らかに戦犯だぞ」と極東国際軍事裁判については不正との認識を示した。戦後、日本人の戦争に対する価値観が変わっていく中で自身の考えを表明しなかったことについて、「言えなかった、恐かった、世の中に言うとやられるんじゃないかと思った」と説明した[22]。「アメリカ、イギリス、フランス、オランダ、スペインの戦争は全部侵略戦争だ」、「日本はアジアを解放する意気込みがあったが外交で失敗した」と説明した[22]。

また従軍慰安婦問題について「軍は直接、韓国女性を拉致したり強制連行したことはない。」と以前の主張を覆す発言をしている。
- 女性・女系天皇を可能にする皇室典範改正を支持している。これに反対する四宮正貴に対して「聖徳太子、知ってる?」などと発言、四宮が「聖徳太子を知らないのかとは何事だ。君はイエス・キリストを知っているのか」と激怒した。ただし、竹田恒泰の著書『古事記完全講義』（学研パブリッシング、2013年9月）によると、雑誌で対談した際に、「竹田さん、皇統は男系じゃなきゃダメなんだ」「伝統だよ、伝統」と考えを改める発言をしていたことと、中央公論で『日本人にとって天皇とは何か』の連載を始めた理由を竹田に問われ、「竹田さん、僕はね、この年になってやっと気づいたんだよ、日本人は最後は天皇だ」と答えたことが記されている[24]。
- 『サンデープロジェクト』では菅直人の年金未納問題に絡む代表辞任騒動の討論で、自身の過失ではなく、行政の過失（後に武蔵野市が菅に謝罪の書面を送付していたことが明らかになる。ただし、当時の年金行政の最高責任者の厚生大臣は菅自身であったため、社会保険庁の過失という事実が判明後もほとんど報道されなかった）から年金未納期間が生じた菅を激しく非難。民主党代表辞任を決定的とした。しかし、田原に年金未納期間（1977年2月〜9月）があったことが判明し、田原も翌週番組において謝罪した。
- 日本共産党が公表した宮澤内閣時代の内閣官房報償費（いわゆる官房機密費）の会計記録で田原が香典代として5万円を受け取っていたことが明らかになり、田原も番組内でこれを認めた（当時の官房長官は加藤紘一）。これ以前に写真週刊誌フォーカス（現在は休刊）で100万円単位で内閣官房報償費を受け取っていた疑惑を報道された。田原はこれを否定しているが、真相は未だ不明。ただし2010年野中広務元官房長官が内閣官房報償費の使用用途について複数のメディアに明かした際、複数の政治評論家たちに対し「盆暮れ500万円ずつ届ける」など報償費を配付したが「返してきたのはジャーナリストの田原総一朗氏だけだった」と証言している。
- 筑紫哲也の著書『ニュースキャスター』によると田原は「（番組を）引退をしようにも後を継げる人がいないから（番組を）続けるしかない」と発言をしている。また、岡留安則との対談では「倒れるまで番組を続ける」趣旨の発言をしている。
- 小泉首相と拉致被害者家族会とのやり取りをテレビで見ながら『2ちゃんねる』の反応を見て「これで世論が変わる」「マスコミのミスリードにいら立っていた人々が、『2ちゃんねる』と同様の反応をしたのだと、わたしは捉えている」と雑誌で発言した。
- 政治改革関連法案の可否をめぐり自民党が紛糾していた1993年「総理と語る」にて首相の宮澤喜一に対し執拗な挑発を行い、「やります、やるんです」との言質を取ったが、政治家改革関連法案が廃案にされると、そのインタビューの模様が何度も放映され、宮澤が退陣に追い込まれるきっかけを作った。
- 2000年に小渕恵三首相が番組にブッチホンして首相の単独会見は認められないと記者クラブから抗議された（その一方で同じく小渕首相が電話出演した日本テレビはお咎めなしだった）。
- 北京五輪に際して、中華人民共和国のラサにて、人権弾圧をされているチベット人が抗議活動を行った。その抗議に中国政府は武力弾圧をしたことが報道され、世界の報道機関や日本のマスコミもチベット人死者数について、中国政府側主張とチベット亡命政府側主張の両方を取り上げていたが、田原は自身のコラム[25] にて「日本のマスコミは死者数を140人と報じているが、これはチベットの反政府運動側の発表であり、中国側は20人と言っている。日本のマスコミは多い方を書く等、これは偏向報道だ」「中国では世間で言われているより開放が進んでいる」と発言している一方、日中ジャーナリスト交流会で「中国は外国人ジャーナリストを受け入れるべき」と中国側に発言し、別の記事で「中国には中華思想なるものが未だ根強く残っている」「中国は間違いを認めたがらない」と中国を批判する発言をしている。
- 映画靖国 YASUKUNIを公開前から支持しており、映画に関しての論争が起こったが、「日本の政治家の圧力により、出演者が拒否しはじめたのではないか」「日本の政治家の圧力により、上映中止の映画館が増えたのではないか」と主張[26]。
- 2007年参院選の民主党マニフェストに対して、「岡田さん、前原さんのときは消費税3パーセント増税だったから良かった」、「財源が示されてない」、「インチキだ」と批判した。2008年ガソリン税暫定税率、日銀総裁人事問題などに関して、小沢一郎民主党代表を指して、「民主党に約1名変なのがいる」、「政局にしようとしている」、「いつのまにか民主党は、北朝鮮のような党になっていたのだ。いつから民主党は、そんな情けない政党になってしまったのだろうか。これに比べれば自民党は、よほどマシである」[27] などと述べている。しかし後述のように一貫した検察の批判者でもあり、小沢一郎を巡る政治資金問題では、検察の捜査手法を強く批判している。
- 元厚生事務次官宅連続襲撃事件についての議論でコメンテーターが「政治家でなく官僚が狙われたことが問題」と発言した際、これに対して「政治家を狙え」と発言した。
- 2009年、田原がキャスターを務めるテレビ朝日の『サンデープロジェクト』番組内で、民主党の小沢一郎が東京地検特捜部の捜査を受けると検察ファツショでテレビ朝日を挙げて検察と戦うと発言。
- 2009年、第45回衆議院議員総選挙の前、田原がキャスターを務めるテレビ朝日の『サンデ-プロジェクト』の番組で当時の政治状況を明治維新に見立て、鳩山由紀夫が大久保利通、小沢一郎が西郷隆盛だと断言する。
- メディアの公共性のあり方が問われている中で、田原は「いかに視聴率を上げるかが自分の役割だ。『いい番組なら視聴率が悪くてもいい』というのは、絶対に通用しない」とあえて視聴率至上主義を公言している。
- 「噂の眞相」に連載を持っていたが、後に両者の意見の相違が生じ、同誌の批判の俎上に田原が上がることも珍しくなくなった。田原への批判としてよく使われる「電波芸者」と言う言葉も、同誌が最初につけたと言われている。だが田原と岡留の対談は同誌発行中も休刊後も行われている。
- 総理との対談番組において、宮澤喜一首相が政治改革を断行すると言質を取ったり、橋本龍太郎首相が恒久減税に関する言質を取ったことが、後の解散総選挙敗北や参院選敗北によって総理退陣をするきっかけに繋がった。
- 『2ちゃんねる』の管理人・西村博之と雑誌「サイゾー」で対談をしたことがある。その対談の中で、田原は『2ちゃんねる』に対し礼賛に近い発言をしている。このため、2ちゃんねるの暴走を奨励していたとして批判派から徹底批判されている。
- 『爆笑問題のニッポンの教養』90分拡大スペシャル版 (NHK) 公開収録で爆笑問題の太田光に向かって「そういう馬鹿なこといってテレビ出るなんて、とんでもないよ！」「ふざけるな!」と一喝。続けて田中角栄の金権政治を賛美「田中角栄は、革命だ！！」「金権政治の何が悪い」「冷戦の方がよかった」などと放言、また司会者の爆笑問題を差し置いて番組を仕切りだした。早稲田大学の学生500人が見守る中、看板教授陣も含め3時間半にも及ぶ論戦を繰り広げた。
- 田原は芸能人による薬物事件に関し、BS朝日『激論!クロスファイア』スタート会見（2010年3月10日）で「僕も外国で大麻をやったことがある」と告白。しかしいいとは全く思わなかったそうで、酒井法子については「いったい薬の何がいいのか聞いてみたい」とコメントした。

### 検察に対する批判
- 著書『戦後最大の宰相 田中角栄〈上〉ロッキード裁判は無罪だった』にて、ロッキード事件は陰謀で田中角栄は無罪との陰謀論を展開した。しかし、その内容が誤解や伝聞や憶測だけで構成されていること、田原が指摘している内容のほとんどがすでに反論されていること、事件の当事者にちゃんと取材していなかったこと等により、徳本栄一郎らから内容の破綻を批判されている。
- 田原は、ロッキード事件の5億円の受け渡し場所は当時、前尾繁三郎のパーティが開かれており不自然だと主張し（詳しくは、ロッキード事件#不自然な金銭の受け渡し場所を参照）、現在でも、ロッキード事件は冤罪であると主張している[28]。
- 2007年6月、リクルート事件についてのノンフィクション『正義の罠 リクルート事件と自民党-20年目の真実』を出版した。田原は、現在、リクルート事件は冤罪と主張している[28]。
- 2007年12月、検察の実態について、元検事田中森一との対談、『検察を支配する「悪魔」』を出版した。
- 2009年3月15日、フォーラム神保町主催の緊急シンポジウム「青年将校化する東京地検特捜部〜小沢第一秘書逮捕にみる検察の暴走〜」に魚住昭、郷原信郎、佐藤優、鈴木宗男、平野貞夫、二木啓孝、宮崎学らとともに参加した[29]。

### 拉致被害者「生きていない」発言
2009年4月25日放送の「朝まで生テレビ」において、田原は北朝鮮による日本人拉致問題の被害者の有本恵子、横田めぐみの安否をめぐり、「外務省も生きていないことは分かっている」と発言した。5月11日、北朝鮮による拉致被害者の家族会と支援団体救う会から、テレビ番組で根拠のない発言をしたとして、テレビ朝日の君和田正夫社長と田原に抗議文書が送付された。田原はこれに対して「家族のお気持ちは分かる。しかし、私は事実を言ったまでだ。情報源は言えないが情報を得ている」とし、両名が既に死亡しているとの見解を崩さなかった。
5月19日、中曽根弘文外相が一連の田原の発言に対して、「大変遺憾で非常に誤解を与える発言だ」「外務省は安否不明の拉致被害者はすべて生存しているとの立場、前提に立っている。田原氏の発言はまったくの誤りで残念に思う。一日も早い拉致被害者の帰国に努力している人たちに失礼な話だ」と発言した。同日、田原は「人の生死に関する問題を、具体的な情報源を示すことなく発言したことは深く反省している。横田さんたちが生きていることを心から望んでいる。言葉が足りず、大変申し訳ない」と謝罪した が、情報源については公表しなかった。
7月16日、有本の両親が田原を相手取り、精神的苦痛を受けたとして1000万円の慰謝料を求める訴えを神戸地裁に起こした。これに対して田原は、「表現は乱暴だったが、外務省高官への取材に基づく発言であり、今後、法廷で主張していく」とコメントした。
2010年3月10日、BPO（放送倫理・番組向上機構の放送人権委員会）はこの発言について、根拠を示すことなく断定した点は不適切な発言であるとし、同時にテレビ朝日が行った1ヶ月後の謝罪放送についても、「謝罪の意思が的確に伝わるものではなかった」として放送倫理上の問題があったとした。
10月18日、神戸地裁は田原に対し外務省幹部に取材した録音テープの提出を命令した。田原はこれを不服として大阪高裁へ即時抗告を行った。翌2011年1月21日、大阪高裁は「テープの内容は書面などで代替が可能で、取材源秘匿の社会的価値を考慮してもなお提出が不可欠とはいえない」として地裁の決定を取り消し、有本の両親が最高裁への抗告を断念したため、確定した。
2011年11月4日、神戸地裁は慰謝料請求訴訟についての原告側主張を認め、田原の発言に合理的根拠があったとは認められないとして、田原に対し100万円の賠償支払いを命じた。田原は判決を不服として控訴する方針を表明した が、最終的には断念し、地裁判決が確定した。

## 評価

### 肯定的評価
- 春香クリスティーンは「田原さんのようにタブーに踏み込めるようなコメンテーターになりたい」といった目標があることを述べている[43]。
- 三浦瑠麗は「変化を嫌う層からも、左派からも、右派からも叩かれてきた。あそこまで左右両極から叩かれるのはホンモノだからだ。田原氏とは比ぶべくもないが、同じく左右から叩かれる私には、とても励みになる存在だ」「人間としての氏の魅力は、あふれ出るような好奇心に支えられていると感じる。年齢と精神のあり様を結びつけて論じることは、何らかのステレオタイプを前提としており、適切な考え方ではないかもしれない。が、とにかくお若い。好奇心を持ち続ける精神は老いないのだろう」「そして、おそろしくフェアだ。私自身、日本社会にあってこのような感覚はあまり体験したことがなく、戸惑うほどだ。議論するときは『田原さん』であり、『三浦さん』としてやっている。女性にも、若者にも、右翼にも、左翼にも、偏見がない。手加減もない。新しいと思えば取り上げるし、面白いと思えば鋭く突っ込んでくる。一瞬も気が抜けないし、とても、鍛えられる。第一線で名前を張ることの厳しさを体現している方だ。私の知る、次世代を担うであろう論客達からも深い尊敬を勝ち得ているのもそれ故であろう」と評し、類型化できない才能や存在のため田原の後継者は必要ないとしている[44]。

### 否定的評価
- 人の話を遮ることがよくあり、自分の主張を押し通す言動が目立つため、しばしば批判の対象になっている[45]。これは政治家などに対する行為だけに留まらない。たとえば、2011年4月に『朝まで生テレビ!』に出演した際、番組放送中に東日本大震災の余震とみられる地震の緊急地震速報が発令され、渡辺宜嗣アナウンサーが視聴者に宛てて注意喚起を促すアナウンスをしている際にも「ちょっと何？みんな机の下に潜れっていうの？」とヤジを入れるような形で遮り、渡辺アナウンサーから「今、私はテレビの前の人に話してますから黙っててください！」と一喝されている。

### 自己のスタンス
- 『朝まで生テレビ!』では「初めから司会をしようなんて思っていない。僕は討論をぶっ潰すつもりでやっている」と主張している。またはタブーに切り込むという方針で、天皇制や原発、被差別部落問題をいち早く取り上げた。

## エピソード
- 東京12チャンネル時代には、『噂の真相』でコラムを連載していた。当時編集長だった岡留安則によると、原稿を取りに行っても田原が不在だったことが多く、代わりに当時同局で深夜番組を担当していたアナウンサーの小倉智昭が対応に当たっていたという。
- 上記のエピソードをもとに、水道橋博士が著書『本業』において田原を「日本で初めてのAV男優である」（浅草キッドと田原の対談「濃厚民族」に詳しい）と、面白おかしく評した。金曜スペシャルにおいて、全共闘くずれのヒッピーたちの全裸結婚式を取材した際、結婚式の余興で新婦が参列者全員と性交するというものがあり、その新婦が当時番組ディレクターであり当日取材をしていた田原を最初に指名したため、田原はそれに応じて本番行為に及んだ、というもの（実際にその本番シーンが放送された模様）。ビートたけしはその事実を知り、「田原って、あの政治の田原?うそつけ」と驚いた。なお、同書『本業』には、田原の言葉として「原一男は俺の作品の助監督だったんだよ」と記載されている。だが、当時の原一男は田原の影響を受けてその周辺にはいたが、正式な「助監督」だったことはない。
- また田原は創価学会の池田大作名誉会長に対し、複数回に渡って単独インタビューを行った。当時はオウム事件の影響で池田自身に証人喚問の要求が出ていた時期である。そして、学会系メディア以外で池田があまり登場しなかったので、インタビューは各方面で注目を集めた。
- 田原が東京12チャンネルを退職した直後に出した著書『翔べ田原総一朗』（創世社 1977年）の帯には、以下のような推薦文が書かれていた。当時の田原がいかに高く評価されていたかがわかる。
  - 野坂昭如「田原総一朗氏の文章に触れるたび、わが眼力衰えたるかなと、妙な繰り言をつぶやきたくなる。そして田原の存在をささえとして、衰えたなりに目をつぶることを、やめようと自らに言いきかせるのだ」
  - 井上ひさし「誠実さと途方もない視野の広さを、田原総一朗はあわせ持っている。彼ほどまともな、堂々たる論客は、この国にはとても少ないのだ。これからも彼の「正論」にわれわれは、多くのことを教えられるだろう」
- かつては作家中山千夏らの左派政党革新自由連合に関っていたこともある。ほか、中山らとの関わりで永六輔とも親しかったが、石原慎太郎を「文学者として尊敬する人物」と公言したことがきっかけで、石原を嫌う永から絶縁され、以来不仲となる。しかし2016年7月11日、永が同月7日に亡くなったことが報道された際にはTwitterで「また1人、戦争を知り、理屈抜きに戦争は嫌だと言っていた人、永六輔さんが亡くなった。色々話したいことがあった。寂しい限りである」とコメントした[46]。
- 妻は2人居た。最初の妻は3歳年上のいとこで、2人目の妻は元日本テレビのアナウンサーでウーマンリブ運動家でもあった田原節子（旧姓村上節子）である。愛妻家として知られ、後妻の節子がガンと宣告された時と2004年に亡くした時に二度自殺を考えたという。節子の没後しばらくは遺骨を墓地に埋葬せずに自宅に保管していたが、2007年頃に納骨に踏み切った[47]。葬儀は築地本願寺で執り行われ、葬儀委員長は電通の成田豊。
- 娘:田原敦子はテレビ朝日へ入社しており、現在のところ『世界の車窓から』、『徹子の部屋』のプロデューサー[48]。
- 著書『私たちの愛』にて「妻(節子)とはダブル不倫の末に結婚」とある。田原の前妻が乳ガンで死去した後、節子が当時の夫と離婚して田原との結婚に至った。奇しくも、田原の妻は2人とも同じ乳ガンで亡くなった。
- ムハハnoたかじんで入れ歯であることを告白し、放送中に入れ歯を外した。
- 中央公論2007年2月号に「私の仕事場」で紹介。部屋にはテレビだけで、PCは無い。原稿執筆の際は手書きにこだわっている。書き方はかなの部分だけ書き、漢字は書きたい言葉をかなで振った後で最後にまとめて書くという珍しいスタイルをとっている。当初は妻が漢字を書いていたのだが、亡くなった後は自らが書いている。このようなスタイルになったのは「漢字を書くと書きたいと思ったことを忘れて書けなくなる」ため。
- 2007年9月23日放送の『クイズ$ミリオネア』に出演し、田原のクイズ番組への登場はこれが初めてであった。同じく初めて出演したおすぎとともに、番組側からの5年に及ぶ交渉の末の出演だった。田原の応援には古くからの友人でもある田中康夫が駆けつけた。
- 『クメピポ! 絶対あいたい1001人』の中で極度の偏食家であることを明かしている。特に青い魚（青魚）と肉が苦手とも明かしている。そのため朝ご飯は決まったものしか食べていない（自身のYouTubeチャンネルでこの模様が放送されている）。田原も、この番組内で生まれて初めてコーヒーを飲んでいる（いわく、「僕みたいな田舎者の飲む飲み物じゃない」）。
- AKB48ファンであることを公言しており、自身のブログ内でも実際にAKB48劇場に公演を観に行ったことを報告している[49]。推しメンは高橋みなみである。TBS系列により、『火曜曲!』の特別番組の一部として放送された『AKB48 29thシングル選抜じゃんけん大会』の生中継での解説も務めた。2013年1月には、インドネシアのジャカルタを訪問、姉妹グループで元AKB48メンバーも所属するJKT48の公演を見学している[50]。2015年10月16日からは、田原が選曲・人選した『ド〜なる?!ド〜する?!AKB48』公演が開催された[51]。
- 自身の死について田原は、「僕は自分がまさか80歳まで生きるとは思っていませんでした。いまは人生の付録。失うものは何もないから、やりたいことをやっています。理想的な死に方は、『朝まで生テレビ!』の本番中に死ぬこと。田原が急に静かになったと思ったら、実は死んでいたというのが面白いでしょう？現実的には、夜寝てそのまま起きなかったという死に方もいいですね。僕は娘から『お風呂上がりと朝起きたときに必ず電話しろ』と頼まれていて、その通りにしています。だから朝電話が掛かってこなかった時が僕が死んだ時。たぶん前の晩もギリギリまで仕事していると思うけど」と語っている[52]。
- 元衆議院議員、参議院議員の上田哲(日本社会党)は田原が高校在学中英語の非常勤講師として勤務をしていた。田原のクラスは受け持ってはいないが、面識ができる。上田の追悼本に立川談志・鈴木邦男・木村三浩・十勝花子などと寄稿をしている。
- 2010年9月、ダウンタウンのガキの使いやあらへんで!!の企画で、出身地の彦根市のゆるキャラ"ひこにゃん"にコスプレした姿を披露し、出演者のダウンタウンらを大いに笑わせた。
- 2012年2月29日に行われた政府の「女性宮家」創設をめぐる有識者ヒアリングを皮切りに、有識者として皇室に関するヒアリングを何度か受けた[53]。
- 2013年7月31日、前日の『週刊朝日』の壇蜜との対談企画で興奮したせいか、脱腸の傷跡から出血してしまい3日間入院しますとツイッターに投稿して入院した[54]。
- 2012年1月16日放送の『私の嫌いな有名人ズバリ実名で発表するぞSP』に出演した際、嫌いじゃないけどショックを受けた芸人として、キャイ〜ンのウド鈴木を挙げている。ダウンタウンDXで共演した際に、突然隣に座っていたウドが、勢いよく喋り始めたところ、（活舌が悪く）何を喋っているのかが分からず、終始呆然としていた。他の共演者が、ウドの喋りで爆笑しているのを見て、理解が追い付かず、『（テレビに出て）長いがあんなヤツ初めて見た。一体アレは何だったんだ』『初めてテレビに出て恐怖を覚えた』と語っている。収録が終わってからも、そのことが頭から離れず、その夜はショックのあまり、一睡もできなかったと語っている。
- 2021年4月、私生活の一端として同年4月16日の朝食風景を映像公開。まず、窓辺の書類の山に囲まれた机の上にヨーグルトとあんパンの乘ったお盆を置き、フライパンに油ではなく水を1センチほど入れ、そこに卵を割って落とし、目玉焼きを作る。その傍らでミルクやジュース、ペットボトルのお茶をコップに注ぐ。本格的な料理はしたことがなく包丁を使わなくてもよいものだけで済ます。この日はレタスを手でちぎるだけ。1991年製のトースターで食パンを焼き、たっぷりとバターを乗せる。食パンをかじりながらその日の段取りを考える。バターを厚く塗るのは妻の遺言で、このメニューは30年来変わらないという。そんな風景が淡々と映し出された[55]。
- 2022年、小説投稿サイトカクヨムで88歳の記念として「田原総一朗で「二次創作」」という短編コンテストを開催、受賞者と電話会談を行った。

## 家族
- 長女・敦子(1963/4/5)[56]現姓小林。テレビ朝日プロデューサー[57]
- 次女・綾子(1964/8/18)[56]
- 三女・真理(1966/1/18)[56]

## 著書
- 現代青春の映像―しなやかな独歩行 時事通信社 1967
- 『愛よよみがえれ』栄光出版社、1967年7月1日。（清水邦夫との共著）
- 青春 この狂気するもの 三一書房 1969
- テレビ公害うらおもて（編）文化出版局 1970
- 宣言 戦無派100人の思想と行動（編）社会思想社 1972
- テレビディレクター 合同出版 1973
- 青春-あらかじめ失われた時代 竹内書店 1972
- おさまり遅れ中年気質 筑摩書房 1975
- 大統領を知らない人たち アメリカで見たしたたかな生き方 実業之日本社 1975
- 原子力戦争 筑摩書房 1976
- 異常愛 ケーススタディ ドキュメント完全採録（編著、取材協力：原一男）エフプロ出版 1976
- 現代青春の映像 しなやかな独歩行 時事通信社 1976.6
- 第三の性 ドキュメント エフプロ出版 1977.4
- 翔べ田原総一朗 テレビ全力投球 創世記 1977.4 - 嗚呼!花の十二年（年表）収録
- 通貨マフィア戦争 文藝春秋 1978.1
- 穀物マフィア戦争 実業之日本社 1978.2
- 鉄神話の崩壊 潮出版社 1978.6
- アラブからみたニッポン ちはら書房 1979.3
- 激烈なる漂流者 翔んだ男達の軌跡 ヒューマン・ドキュメント PHP研究所 1979.7
- クールな宰相候補 ゲームズマンとしての宮沢喜一 学陽書房 1978.9
- 憂鬱なる密閉軍団 潮出版社 1978.10
- 8人の超権力者 その力の源泉をさぐる 学陽書房 1979.6
- 激烈なる漂流者―翔んだ男達の軌跡 ヒューマン・ドキュメント PHP研究所 1979.7
- 辣腕 切れて出来てしたたかな10人（編著）学陽書房 1979.9
- エネルギーマフィア 日刊工業新聞社 1979.11
- 日本の官僚1980 文藝春秋 1979.12
- 日本のパワー・エリート この人びとが、あなたの運命を変える 光文社 1980.3
- “異色"創業者の発想 勝ち抜くための12カ条 PHP研究所 1980.11
- 遺伝子産業革命 文藝春秋 1981.6
- 日本式支配者たち 中央公論社 1981.7
- 生存への契約 誰がエネルギーを制するか 文藝春秋 1981.1
- 電通 朝日新聞社 1981.9
- マイコン・ウォーズ 文藝春秋 1981.12
- 人を率いる トップリーダーの研究 学陽書房 1982.4
- 情報嗅覚入門 日本の、何を予知するか ベストセラーズ 1982.5
- 時代を読むための取材ノート 話の特集 1982.5
- 先端技術時代の選択 あなたの会社は生き残れるか 二見書房 1982.6
- 首領に迫る サンマーク出版 1982.6
- 人を率いる トップリーダーの研究 学陽書房 1982.4
- ビジネス・エリートの情報嗅覚入門 日本の、何を予知するか ベストセラーズ 1982.5
- 「業際」の時代 プレジデント社 1983.3
- 電子戦争・メディア戦争 文藝春秋 1983.3
- 独創人間ここにあり 先端技術のトップランナ－ 新潮社 1983.7
- 新メディアウォーズ 一般産業編 文藝春秋 1983.7
- 高度情報社会と企業・生活へのインパクトを探る 誤りなく生き抜くために 東京商工会議所 1984.3
- 生命探検 脳と老化 文藝春秋 1984.4
- 新・内務官僚の時代 講談社 1984.4
- 日本をデザインするキーパーソン 潮出版社 1984.7
- 21世紀あなたはどうなる 講談社 1984.8
- 独創の狩人 先端技術の“最先端"に挑戦する! 旺文社 1984.10
- テクノコンフィデンシャル 企業挑戦・極秘情報 小学館 1984.10
- 飽食時代の性 セックス・ウォーズ 文藝春秋 1984.11
- ぼくだけの取材ノート 中央公論社 1985.1
- 外側発想新「学芸の時代」に向けて（小川明との共著）TBSブリタニカ 1985.2
- 業態革命 新潮社 1985.4
- 平和 5時間闘論 なにを、いかにして守るのか 未來社 1985.4
- ザ・ファーストランナー 筑摩書房 1985.7
- 細胞に刻まれた未来社会（岡田節人との共著）朝日出版社 1985.10
- 世界企業（エクセレントカンパニー）・日本攻略司令官 ビジネス・アスキー 1985.12
- 日本大改造 新・日本の官僚 文藝春秋 1986.3
- ソニーが叩き潰されない理由 松下・日立にジャンボトロンはつくれなかった ネスコ 1986.1
- 世界企業・日本攻略司令官 ビジネス・アスキー 1986.1
- 安倍・竹下にすんなり政権がいかない理由 日本のリーダーの条件 光文社 1986.5
- 生きぬく銀行泣く銀行 講談社 1986.5
- 戦後財界戦国史 総理を操った男たち 講談社 1986.7
- ドキュメント東京電力企画室 文藝春秋 1986.9
- 混迷日本の先を読む サバイバル・ウォーズに向けて プレジデント社 1987.6
- 逆境脱出のシナリオ 創意ある企業の現場から 新潮社 1987.6
- 時代を歩く 取材ノート'84〜'87 文藝春秋 1987.8
- 円を撃て マネー・ウォーズ最前線 講談社 1987.9
- 新・日本改造論 日本、そして企業はいま、何をなすべきか 世界文化社 1987.11
- 田原総一朗のパソコンウォーズ 90年代のパソコンをプロデュースする男たち 日本ソフトバンク出版事業部 1988.12
- こうして円高に勝った 中央公論社 1988.5
- 巨大企業・復活への挑戦 生き残り革命の現場から PHP研究所 1988.2
- 産業大転回のシナリオ “脱成熟"時代の経営を求めて 日刊工業新聞社 1988.10
- 日本の創業超資産家たち なぜ彼らはビッグになったのか 徳間書店 1988.5
- 日米インテリジェンス戦争 アメリカが仕掛けたソフトの罠 文藝春秋 1989.1
- 柔らかな企業への変革 カリスマ経営からの脱皮 PHP研究所 1989.2
- 知の旗手 潮出版社 1989.7
- 闘論二千年の埋葬 日本人になにが起こっているか（栗本慎一郎との共著）ネスコ 1989.7
- 時代を仕掛ける 田原総一朗と10人の男たち（編）フジテレビ出版 1989.9
- 田原総一朗の新パソコンウォーズ あなたの知らなかった'90年代パソコンの現実（富田倫生との共著）日本ソフトバンク出版事業部 1990.5
- テレビ仕掛人たちの興亡 講談社 1990.3
- 平成・日本の官僚 文藝春秋 1990.3
- 田原総一朗の発想現場 文藝春秋 1990.9
- 世代交代の嵐 トップ交代の現場 講談社 1990.11
- 企業維新 90年代企業の生き残り戦略 PHP研究所 1990.11
- 第三の経営 “日本型"の壁を破る 世界文化社 1991.1
- 「円」を操った男たち―政財官マネー人脈の暗闘 講談社 1991.3
- 脱・日本の知恵 時代の風はどこに吹くか 田原総一朗の風の現代史1991〜1992 徳間書店 1991.7
- 田原総一朗的発想! The fighting column 毎日新聞社 1992.2
- メディア王国の野望 文藝春秋 1992.1
- 決断 日本の防衛と対米戦略（田岡俊次との共著）リブロポート 1992.3
- 静脈思考 人類が共生するための知恵 文藝春秋 1992.4
- トップ経営者の新企業戦略 時事通信社 1992.7
- 日本コンピュータの黎明 富士通・池田敏雄の生と死 文藝春秋 1992.9
- 福沢諭吉の名文句 組織の崩壊をどう生き抜くか 光文社 1992.10
- 日本大改造案 いま、平成維新のときだ 激論（大前研一との共著）徳間書店 1992.11
- 格闘宣言！ 田原総一朗的発想2 毎日新聞社 1993.3
- 日本が変わる、会社が変わる プレジデント社 1993.12
- 30代を生き抜く人生哲学 いま考えることは何か、やるべきことは何か（編著）PHP研究所 1993.10
- 無器用を武器にしよう 自分を面白くする知恵 青春出版社 1994.2
- うろたえるな、日本―アジアから見た日米関係（大前研一、ビル・トッテンとの共著）徳間書店 1994.10
- 変革の時代を切り取る発想 文藝春秋 1995.1
- いま、民主リベラル（久保亘との共著）社会民主党 1995.1
- 田原総一朗の逆転勝ちの発想 先の見えない時代の15の自己戦略 青春出版社 1995.7
- 変革の時代を切り取る発想 文藝春秋 1995.1
- 日本の針路 真の「国益」を求めて 徳間書店 1996.8
- 「戦後五十年の生き証人」が語る 中央公論社 1996.4
- 田原総一朗の闘うテレビ論 文藝春秋 1997.3
- ウン（運）・ドン（鈍）・コン（根）がぼくの生き方 弱さを強さにするヒント 青春出版社 1997.6
- 頭のない鯨 政治劇の真実 朝日新聞社 1997.10
- 日本再敗北（山田厚史との共著）文藝春秋 1998.4
- 巨大な落日 大蔵官僚、敗走の八百五十日 文藝春秋 1998.8
- 田原総一朗の科学の巨人たち 人間圏はどんなユニットで21世紀を迎えるべきか KSS出版 1998.8
- 戦争論争戦 小林よしのりvs.田原総一朗（小林よしのりとの共著）ぶんか社 1999.2
- 金融・経済日本再生! 『自由競争』万能は間違いだ!!（榊原英資との共著）扶桑社 1999.3
- 〈激論〉日本経済の「謎」を徹底解剖する（カレル・ヴァン・ウォルフレンとの共著）ビジネス社 1999.5
- この国はどこへ行くのか―田原総一朗対談集 中央公論新社 1999.5
- 異端児になれる人出来損ないで終わる人 青春出版社 1999.6
- 結局、どうすりゃ売れるんですか。ヒットメーカーに聞く、成功の秘訣 ぶんか社 1999.7
- 2000年からの大転換 回復の10年が始まる（長谷川慶太郎との共著）PHP研究所 2000.2
- 生き残りの戦略 学習研究社 2000.9
- ジャパン・モデル 日本が米国を再び追い抜く日 PHP研究所 2000.10
- IT革命のカラクリ 東大で月尾教授に聞く!（月尾嘉男との共著）アスキー 2000.11
- 日本の戦争 小学館 2000.11
- 面白い奴ほど仕事人間 自分で「自分」を生きよう 青春出版社 2000.12
- 勝つ日本（石原慎太郎との共著）文藝春秋 2000.12
- 日本はなぜ負ける戦争をしたのか。朝まで生テレビ!（責任編集）アスキー 2001.8
- 「勝ち組」の構想力 21世紀、われわれはいかに富を創出するか（大前研一との共著）PHP研究所 2001.7
- 日本のカラクリ 朝日新聞社 2001.5
- 脱「ダメ日本」宣言（田中康夫との共著）アスキー 2001.12
- それでも、小泉純一郎を支持します Discover Japan 1955-2002 幻冬舎 2002.3
- 勝つ経済（宮内義彦との共著）PHP研究所 2002.8
- 退場宣告 居直り続ける経営者たちへ（木村剛との共著）光文社 2002.9
- 日本の政治 田中角栄・角栄以後 講談社 2002.9
- 日本のカラクリ21 小泉、真紀子政治と金テロから有事へ 朝日新聞社 2002.8
- 大逆転 新しい日本モデルの挑戦（御手洗冨士夫、金子勝との共著）東洋経済新報社 2002.7
- 日本よ!日本人よ!（編）小学館 2002.12
- 私たちの愛（妻の田原節子との共著）講談社 2003.1
- 「茹で蛙」国家日本の末路 日本が元気になる最後の一手（大前研一との共著）ビジネス社 2003.6
- 愛国心（西部邁、姜尚中との共著）講談社 2003.6
- 経営の極意 達人・田原総一朗が引き出す 幻冬舎 2003.8
- 田原総一朗の早大講義録 政治・経済のカラクリ アスコム 2003.9
- 日本の戦後 上 私たちは間違っていたか 講談社 2003.9
- 生きのびよ、日本!!（岡本行夫との共著） 朝日新聞社 2003.12
- 朝まで生テレビ!「愛国心」「国益」とはなにか。（責任編集）アスコム 2004.1
- 田原総一朗の早大講義録2 アスコム 2004.3
- 徹底討論!皇室は必要か 朝まで生テレビ!（責任編集）PHP研究所 2004.9
- 連合赤軍とオウム わが内なるアルカイダ 集英社 2004.9
- もっと知りたい! 田原節子がん対論 知りたがり患者の命を延ばしたがんの新常識（妻の田原節子の編著）エビデンス社 2004.11
- 僕はこうやってきた（矢崎泰久構成） 中経出版 2004.11
- 戦後最大の宰相田中角栄. 上・下 講談社 2004.12
- 最新・日本のカラクリ アスコム 2004.4
- 田原総一朗の聞き出す力 仮説を立てられる奴が生き残る! カナリア書房 2004.1
- 日本の生き方 “定年”を迎えた戦後民主主義 PHP研究所 2004.12
- 「小泉の日本」を読む 朝日新聞社 2005.2
- 国家と外交（田中均との共著）講談社 2005.11
- 日本の力（石原慎太郎と共著）文藝春秋 2005.3
- 田原総一朗の早大「大隈塾」講義録. 2005 激論!日本経済編（早稲田大学21世紀日本構想研究所との共著）ダイヤモンド社 2005.5
- 日本の戦後 下 定年を迎えた戦後民主主義 講談社 2005.7
- 経済神話のカラクリ アスコム 2005.7
- 政治と権力のカラクリ アスコム 2005.7
- メディアと権力のカラクリ アスコム 2005.9
- 田原総一朗激論!日本の外交と経済（早稲田大学21世紀日本構想研究所との共著）ダイヤモンド社 2005.9
- オフレコ! Vol.1（責任編集）アスコム 2005.8
- オフレコ! Vol.2（責任編集）アスコム 2006.2
- 大日本帝国の民主主義 嘘ばかり教えられてきた！（坂野潤治との共著）小学館 2006.4
- テレビと権力 講談社 2006.4
- 田原総一朗激論!日本の憲法と経済（早稲田大学21世紀日本構想研究所との共著）ダイヤモンド社 2006.4
- RNAルネッサンス 遺伝子新革命（中村義一との共著）医薬経済社 2006.6
- オフレコ Vol.3（責任編集）アスコム 2006.8
- 日本の戦争 封印された言葉 アスコム 2006.8
- 憂国論 朝日新聞社 2006.9
- 市場浄化 講談社 2006.10
- 田原総一朗誇りの持てる国誇りの持てる生き方（早稲田大学21世紀日本構想研究所との共著）ダイヤモンド社 2006.10
- オフレコ！別冊[永久保存版]昭和史のカラクリ「戦争」「天皇」「靖国」を徹底検証！（責任編集）アスコム 2006.12
- オフレコ！別冊[最高権力の研究] 小泉官邸の真実 飯島勲前秘書官が語る！（責任編集）アスコム 2007.1
- 田原総一朗誇りの持てる働き方誇りの持てる生き方（早稲田大学21世紀日本構想研究所との共著）ダイヤモンド社 2007.4
- オフレコ! Vol.4（責任編集）アスコム 2007.5
- 正義の罠 リクルート事件と自民党-20年目の真実 小学館 2007.6
- BC級戰犯60年目の遺書 日本の戰争（監*** 田中日淳編）アスコム 2007.8
- 日本、変革 ニッポンが見えてくる世界一エキサイティングな授業 ダイヤモンド社 2007.11
- オフレコ!Vol.5（責任編集）アスコム 2007.11
- 日本の大逆襲 「改革」「格差」を超えて、新しい成長が始まる（長谷川慶太郎との共著）PHP研究所 2007.12
- 検察を支配する「悪魔」（田中森一との共著）講談社 2007.12
- 再生日本 講談社 2008.11
- 再生力（野村克也との共著）イースト・プレス 2009.3
- 田原の眼力 扶桑社 2010.1
- 田原式つい本音を言わせてしまう技術 幻冬舎 2010.2
- 知らないではすまないニッポンの政党 アスキー・メディアワークス 2010.7
- 今だから言える日本政治の「タブー」扶桑社 2010.7
- 緊急提言！ デジタル教育は日本を滅ぼす ポプラ社 2010.8
- Twitterの神々 新聞・テレビの時代は終わった 講談社 2010.12
- 40歳以上はもういらない PHP研究所 2013.5
- 創価学会 毎日新聞出版 2018.9
- 伏魔殿菅義偉と官邸の支配者たち 宝島社（望月衣塑子、前川喜平、山田厚史との共著）2020.1 ISBN 4299002067
- 公明党に問う この国のゆくえ（山口那津男との共著）毎日新聞出版 2020.9

他に、2005年から『田原総一朗自選集』の刊行が始まっている。

## 訳書
- 『テクノクラシー』ブルース・ナスバーム 講談社 1984.10
- 『コンピュータ国家』デービッド・バーナム ティビーエス・ブリタニカ 1984.1
- 『ザ・ジャパニーズ・パワーゲーム』ウイリアム・J・ホルスタイン JICC出版局 1991.11（監訳）
- 『ブルックリンの先はどこもトウキョウ』ラリー・キング 白水社 1994.10

## テレビドキュメンタリー
田原の著書『翔べ田原総一朗』（創世社）巻末のリストより
- 1965年
  - ガンに挑む
  - 海氷二つの顔
  - 救命ボート人影なし
  - 高所恐怖症
  - どぶねずみ
  - ルポルタージュ血
- 1966年
  - 東京の休日
  - 異国の青春
  - ある学生運動家のゆくえ
  - 植村美智代20才
  - ストリッパー
- 1967年
  - 異国の中の青春
  - 愛
  - フリーセックス時代〜青春ごっこ〜
  - 被害者の妻と加害者の妻と〜ある引き逃げ〜
  - フーテン作戦〜若者たちに何ができるか〜
  - 半日本人だった18年〜丁貞美の帰国
  - モノ・セックスの時代〜ミセスジェントと奇妙な男友だち〜
  - 学生右翼？〜11・12私は羽田にいた〜
- 1968年
  - 若者たちの船〜わたしの沖縄
  - ジャンピング8
  - ドキュメンタリー青春「さらば沈黙の日〜音のない恋人たち」
  - ドキュメンタリー青春「新宿ラリパッパ〜このハレンチな魂の軌跡〜」
  - ドキュメンタリー青春「私は密輸団のルポ」
  - ドキュメンタリー青春「オレはどん百姓ボクサーだ」
  - ドキュメンタリー青春「出発（その1）〜少年院をでたMの場合」
  - ドキュメンタリー青春「出発（その2）」
- 1969年
  - ドキュメンタリー青春「『わたしたちは……』〜カルメン・マキの体験学入門」
  - ドキュメンタリー青春「ガン番号53372〜片腕の俳優高橋英二〜」
  - ドキュメンタリー青春「連続射殺魔と13人の若者たち〜オレたちが生きた東京の四年間〜」-永山則夫
  - ドキュメンタリー青春「狂気する若者たち〜“紅毛美少女怨霊歌”由来〜」
  - ドキュメンタリー青春「バリケードの中のジャズ〜ゲバ学生対猛烈ピアニスト〜」 -山下洋輔
  - ドキュメンタリー青春「天皇と死と〜ある右翼青年の心情とその生〜」
  - ドキュメンタリー青春「暴発する19才」
- 1970年
  - ドキュメンタリー青春「ちびっこ家族アフリカ大縦断」
  - ドキュメンタリー青春「ニャロメに何ができるか？」
  - ドキュメンタリー青春「オレはガンじゃない〜片腕俳優高橋英二の一年半〜」
  - ドキュメンタリー青春「卒業〜ある女子大生の体験的告白〜」
  - ドキュメンタリー青春「広場＋死〜メーデーその50年の青春」
  - ドキュメンタリー青春「私は現在を歌う〜藤圭子 6月の風景」
  - ドキュメンタリー青春「あるピンク女優作家の肉体による共同幻想論」-鈴木いづみ（？ 未確認）
  - ドキュメンタリー青春「あるコンビナートの夏の出来事」
  - ドキュメンタリー青春「ドギつく生きよう宣言〜もう一人の永山則夫・三上寛〜」
- 1971年
  - ドキュメンタリー青春「拝啓 藤純子様〜やくざ映画と人はいうけれど〜」
  - ドキュメンタリー青春「ある告白〜カルメン・マキの二年間〜」
  - 金曜スペシャル「日本の花嫁」
- 1972年
  - ドキュメンタリーナウ!「総括！ 知る権利〜連合赤軍から機密漏えい事件まで〜」
  - ドキュメンタリーナウ！「蒸発の父親27年目の帰郷」
  - ドキュメンタリーナウ！「生き続けるゲリラ共同体〜若者はなぜ筑豊をめざす？〜」
  - ドキュメンタリーナウ！「赤色エレジー〜だめなだめな若者たちの夏〜」
  - ドキュメンタリーナウ！「英雄待望の時代〜戦争しか知らない若者たち〜」
  - ドキュメンタリーナウ！「宣言ポルノ女優白川和子」
  - ドキュメンタリーナウ！「早稲田解放戦線・虚と実」
- 1973年
  - ドキュメンタリーナウ！「錬金術師阿久悠の大実績」
  - ドキュメンタリーナウ！「永田洋子その愛その革命その…」
    - 田中美津との往復書簡。

  - ドキュメンタリーナウ！「原子怪獣積丹半島を襲う〜ある開発の波紋〜」
  - ドキュメンタリーナウ！「もうひとつの死民〜阿賀野川レポート〜」
  - ドキュメンタリーナウ！「僕たちの戦争〜戦車をとめた若者は〜」
  - ドキュメンタリーナウ！「空飛ぶ円盤がやってくる」
- 1974年
  - シリーズ・特集「ニューヨーク番外地〜心やさしきマフィアたち〜」
  - 金曜スペシャル「実録マリリン・モンロー」
  - シリーズ・特集「ウィンターソルジャー〜アメリカの戦後〜」
  - シリーズ・特集「ウィンターソルジャー〜黒人編〜」
  - シリーズ・特集「直撃・大企業のミドルは何を考える」
  - シリーズ・特集「法は誰のもの〜刑法改正是非〜」
  - シリーズ・特集「されどわれたが夏」
  - シリーズ・特集「新若者考〜シラケの季節をぶっとばせ〜」
  - シリーズ・特集「直撃 中核VS核マル」
  - シリーズ・特集「あるテレビディレクターの投げた波紋」（未発表）
- 1977年
  - シリーズ・特集「アパルトヘイトの実態〜南アフリカの夜と霧〜」

## 出演（ドラマ、映画）

### テレビドラマ
- 家族、貸します 〜ファミリー・コンプレックス〜（2012年）- 本人役

### 映画
- 日本のいちばん長い夏（2010年）- 志賀義雄
- マギカ☆調べ（2012年 原作『魔法少女まどか☆マギカ』）- お奉行様
- ラブ&ピース（2016年）- 司会者

ドキュメンタリー映画
- 映画作家 黒木和雄 〜非戦と自由への想い（2016年）
- 北園現代史 〜自由の裏に隠された衝撃の実態〜（2021年）

## 映画（監督、原作）

### 監督
- あらかじめ失われた恋人たちよ
  - 1971年11月6日公開。清水邦夫と共同での監督/脚本映画。唯一の監督作。桃井かおりデビュー作。

### 原作
- 原子力戦争（1978年）